# Ernst-August von Wangenheim
Ernst-August Kurt Othmar Emmo Georg Freiherr von Wangenheim (* 12. Mai 1911 in Hannover; † 15. September 1995 ebenda) war ein deutscher Offizier aus der Familie von Wangenheim, zuletzt  Brigadegeneral der Bundeswehr.
Wangenheim kommandierte von 1961 bis 1966 das Artillerieregiment 6.
Von 1966 bis 1967 war Wangenheim stellvertretender Kommandeur der 1. Panzergrenadierdivision Hannover und Kommandeur der Divisionstruppen. Anschließend wurde er Korpsartilleriekommandeur 1. Am 1. Oktober 1969 wurde er aus dieser Position in den einstweiligen Ruhestand versetzt. Die Verwendung hatte er seit 1967 innegehabt.